# 元柳田町
元柳田町（もとやなぎだちょう）は、埼玉県越谷市の町名。郵便番号は343-0815。

## 地理
埼玉県越谷市の中央部に位置し、東武伊勢崎線西側の越谷駅と新越谷駅の中間地点にあたる町域となっている。長方形の町域全域が市街化されている。北東部に東柳田町が隣接する。

## 歴史
- 1966年（昭和41年）8月1日 - 大字越ヶ谷と大字瓦曽根の各一部から東柳田町が成立[4]。

## 世帯数と人口
2022年（令和4年）1月1日現在の世帯数と人口は以下の通りである。
| 町丁     | 世帯数  | 人口  |
| -------- | ------- | ----- |
| 元柳田町 | 411世帯 | 757人 |

## 小・中学校の学区
市立小・中学校に通う場合、学区は以下の通りとなる。
| 番地 | 小学校               | 中学校             |
| ---- | -------------------- | ------------------ |
| 全域 | 越谷市立南越谷小学校 | 越谷市立富士中学校 |

## 施設
- 新越谷病院
- 越谷柳田郵便局